# لنگهم، اسکس
لنگهم (به انگلیسی: Langham) یک روستا و محله مدنی در بریتانیا است که در Colchester واقع شده‌است. لنگهم ۱٬۰۳۶ نفر جمعیت دارد.